# 나라별 교육 문서 목록
본 문서는 나라별 교육 문서의 목록이다.
바로가기:
ㄱ
ㄴ
ㄷ
ㄹ
ㅁ
ㅂ
ㅅ
ㅇ
ㅈ
ㅊ
ㅋ
ㅌ
ㅍ
ㅎ

## ㄴ
- 네덜란드의 교육
- 뉴질랜드의 교육

## ㄷ
- 대한민국의 교육
- 독일의 교육

## ㄹ
- 라트비아의 교육
- 러시아의 교육
- 루마니아의 교육

## ㅁ
- 미국의 교육

## ㅅ
- 스웨덴의 교육
- 스위스의 교육
- 스페인의 교육
- 싱가포르의 교육

## ㅇ
- 아이슬란드의 교육
- 아프가니스탄의 교육
- 영국의 교육
- 오스트레일리아의 교육
- 오스트리아의 교육
- 우크라이나의 교육
- 이스라엘의 교육
- 이집트의 교육
- 이탈리아의 교육
- 인도의 교육
- 일본의 교육

## ㅈ
- 조선민주주의인민공화국의 교육
- 중국의 교육
- 중화인민공화국의 교육

## ㅊ
- 체코슬로바키아의 교육

## ㅋ
- 캐나다의 교육
- 콜롬비아의 교육
- 쿠바의 교육

## ㅍ
- 프랑스의 교육
- 핀란드의 교육

## 같이 보기
- 의무 교육
- 진보주의 (교육)
- 인권 교육